# Gerald Logan
Gerald Logan (Wimbledon, London, 1879. december 29. – Folkestone, Kent, 1951. április 29.) olimpiai bajnok brit gyeplabdázó.
A londoni 1908. évi nyári olimpiai játékokon indult, mint gyeplabdázó. Ezen az olimpián négy brit csapat is indult, de mindegyik külön nemzetnek számított. Ő az angol válogatott tagja volt. Az ír válogatottat győzték le a döntőben.